# Halictus scabiosae
Halictus scabiosae är en biart som först beskrevs av Rossi 1790. Den ingår i släktet bandbin och familjen vägbin. Inga underarter finns listade.

## Beskrivning
Arten påminner om sexbandbiet (Halictus sexcinctus) med gulbrun behåring på mellankroppens sidor och ljusa hårband mot slutet av tergiterna (segmenten på bakkroppens ovansida), men hårbanden är påtagligt breda och ockrafärgade (på sexbandbiet är de nästan vita). Honan är 13 till 14 mm lång, hanen 12 till 14 mm.

## Ekologi
Halictus scabiosae lever på torra och varma habitat som skogsbryn, vallar, sand- och lertag samt ruderatområden (outnyttjad "skräpmark") i samhällen. Beträffande födan är arten generalist: den samlar pollen från flera växtfamiljer, som korgblommiga växter, vindeväxter och väddväxter.

### Fortplantning

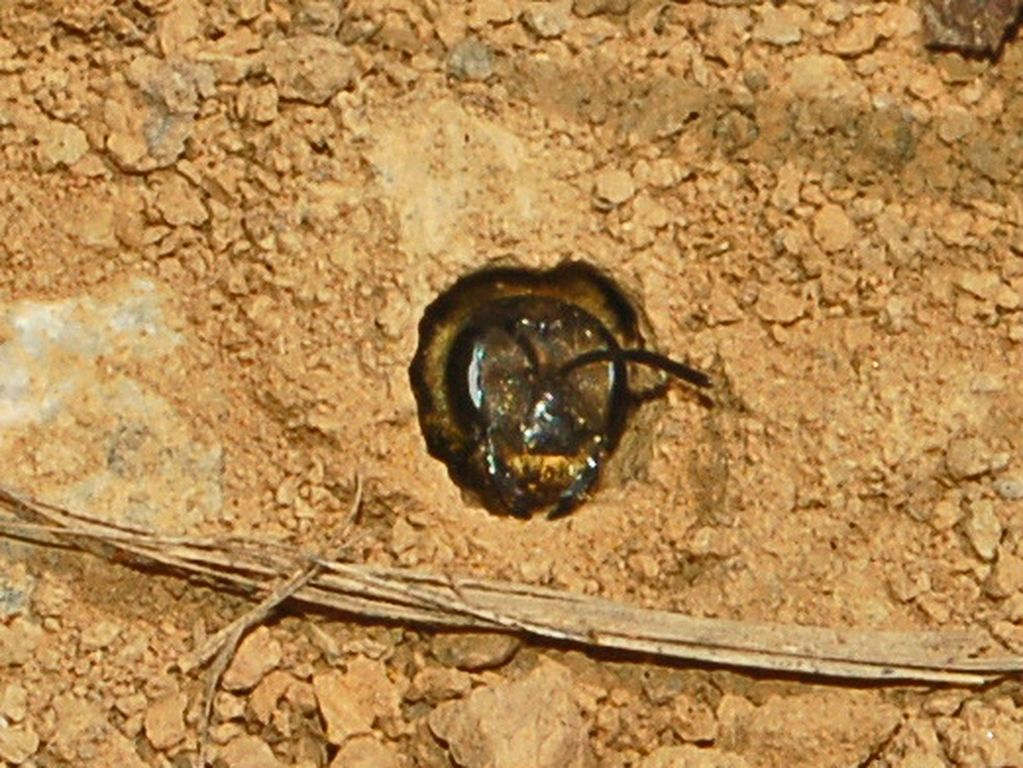
Hona på vakt i boöppningen

Honan gräver ett upp till 33 cm djupt bo i sparsamt bevuxen jord på platt eller nästan platt mark. Arten är primitivt eusocial: De parade honorna övervintrar tillsammans. Efter övervintringen antar en av dessa rollen som drottning, medan de andra uppträder som hennes hjälpredor, som arbetare. Drottningen lägger ägg och vaktar boet mot inkräktare, medan hjälpredorna matar hennes ungar. Hjälpredorna är emellertid inte infertila, utan lämnar senare under säsongen det ursprungliga boet och bildar egna bon. Arten kan ha flera generationer per år.

## Utbredning
Arten finns från Marocko till Belgien och södra Tyskland samt österut till Bosporen.